# Luis Miloc
Luis Alberto Miloc Pelachi (Montevideo, 31 de enero de 1929 - Bogotá, 10 de noviembre de 1988) fue un futbolista y entrenador de fútbol uruguayo. Se desempeñaba como delantero centro, conocido como «El Marciano».

## Trayectoria
Inició su carrera deportiva en las inferiores del Club Social y Deportivo Huracán Buceo de Uruguay, cuando éste se estaba conformando como club. 
En 1947 a sus 17 años salió campeón con el segundo equipo de Nacional de Uruguay, siendo el máximo goleador del torneo. En 1948 viaja a Santiago de Chile para incorporarse a Universidad de Chile, donde fue distinguido como el mejor jugador extranjero del torneo. En 1949 vuelve a Montevideo donde integra la pre-selección uruguaya que se preparaba para la Copa Mundial de Fútbol de 1950. En ese mismo año juega para River Plate. 
De River Plate es transferido a Cúcuta Deportivo, gracias al dirigente y fundador del club, Hernando Lara Hernández, quien convence a Miloc y a otros ocho jugadores uruguayos para que integraran el equipo, el cual algunos llamaban la "selección uruguaya"  aun cuando un club italiano tenía la primera opción de compra; por este motivo no pudo integrar la selección de su país. En 1950 viaja a Colombia y participa en la gloriosa época del fútbol colombiano, conocida como "El Dorado", convirtiéndose en el primer referente histórico de los hinchas cucuteños e influyendo en los más jóvenes, ya que logró imponer entre ellos su peculiar peinado, algo novedoso en la ciudad. Este periodo histórico del fútbol colombiano es considerado por muchos, como el mejor momento a nivel de clubes del país, donde participaron leyendas del fútbol mundial, como: Toja, Zunino, Terra, Gambetta, Tejera, Di Stéfano, Pedernera, Rossi, Zapirain y Pini, entre otros no menos importantes.
El «Marciano» en el Cúcuta Deportivo tuvo dos épocas: de 1950 a 1954 y de 1956 a 1960, donde demostró ser un goleador nato y  excelente cabeceador. La prensa de la época lo llegó a catalogar como uno de los mejores cabeceadores del mundo. Convirtió más de 450 goles, de los cuales 367 fueron anotados de cabeza. En 1955 vistió los colores de La Salle de Venezuela, liga que trato de emular lo acontecido en Colombia, con dicho club obtuvo el título de campeón, siendo nuevamente  goleador. Su carrera como jugador terminó después de un año de retiro, ya que a pedido de las directivas de Independiente Santa Fe de Bogotá, jugó el campeonato de 1962, para finalmente retirarse.
Como entrenador dirigió entre 1968 a 1971 a Junior de Barranquilla, clasificándolo por primera vez a Copa Libertadores, club en el que marcó un estilo de juego, empezando a dar un verdadero contenido táctico al fútbol colombiano, años más tarde Juan Martin Mujica y Luis Cubilla le dieron continuidad. Dirigió también al Cúcuta Deportivo; al Deportivo Táchira de Venezuela; y a Girardot F.C.

## Clubes

### Como futbolista
| Club                   | País      | Año       |
| ---------------------- | --------- | --------- |
| Huracán Buceo          | Uruguay   | 1940-1946 |
| Nacional               | Uruguay   | 1947      |
| Universidad de Chile   | Chile     | 1948      |
| River Plate            | Uruguay   | 1949      |
| Cúcuta Deportivo       | Colombia  | 1950-1954 |
| La Salle               | Venezuela | 1955      |
| Cúcuta Deportivo       | Colombia  | 1956-1960 |
| Independiente Santa Fe | Colombia  | 1961-1962 |

### Como entrenador
| Club              | País      | Año       |
| ----------------- | --------- | --------- |
| Junior            | Colombia  | 1968-1971 |
| Cúcuta Deportivo  | Colombia  | 1972-1976 |
| Deportivo Táchira | Venezuela | 1977-1978 |
| Girardot FC       | Colombia  | 1979      |

- Datos: Q5982683
- Multimedia: Luis Miloc / Q5982683